# 异佛尔酮二胺
异佛尔酮二胺（缩写IPDA）是一种含氮有机化合物，化学式(CH3)3C6H7(NH2)(CH2NH2)，常温常压下为无色液体，常作为鍍膜聚合物的前体。